# Maya Island Air

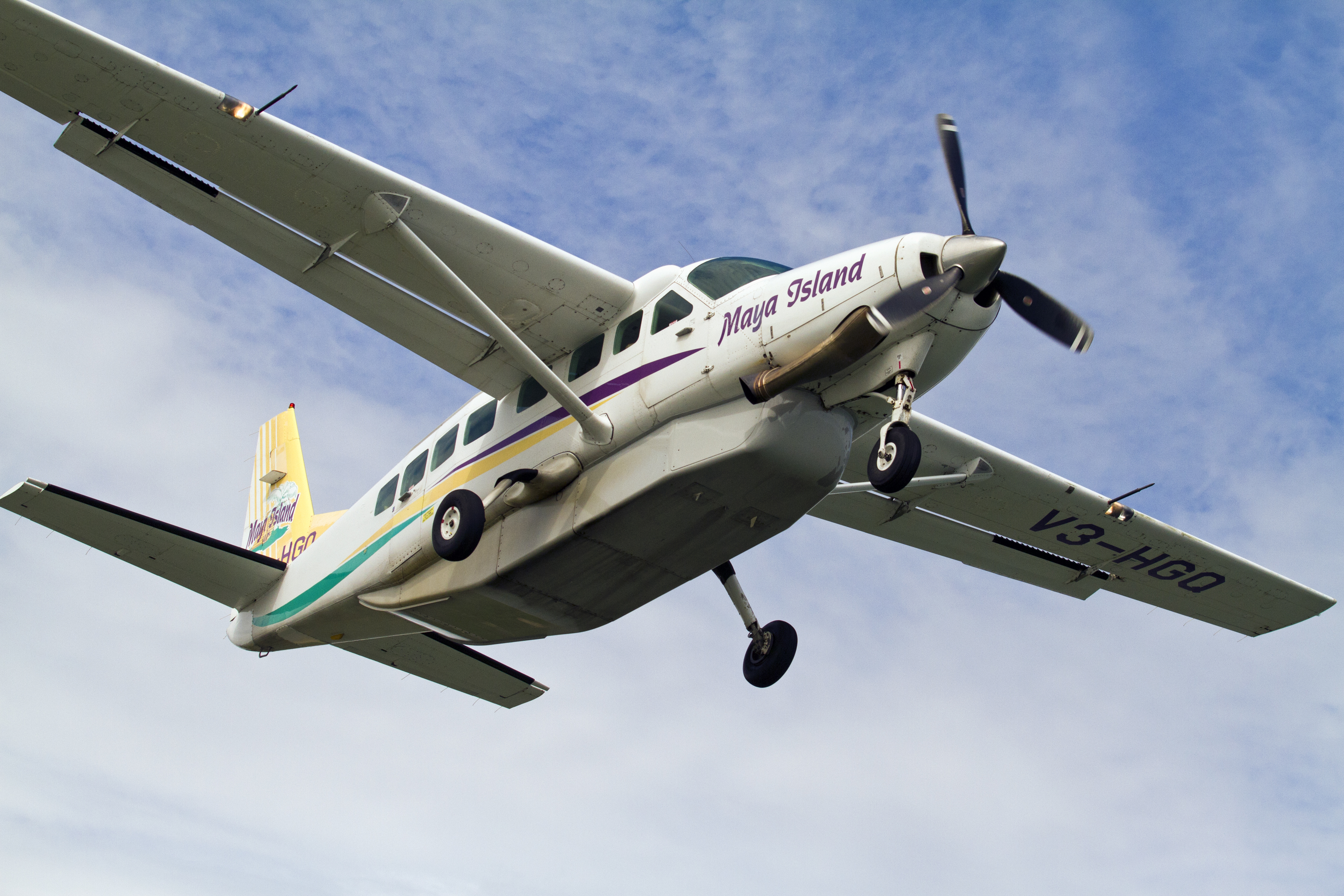
Cessna 208 aterrizando en el Aeropuerto de Dangriga (2014)

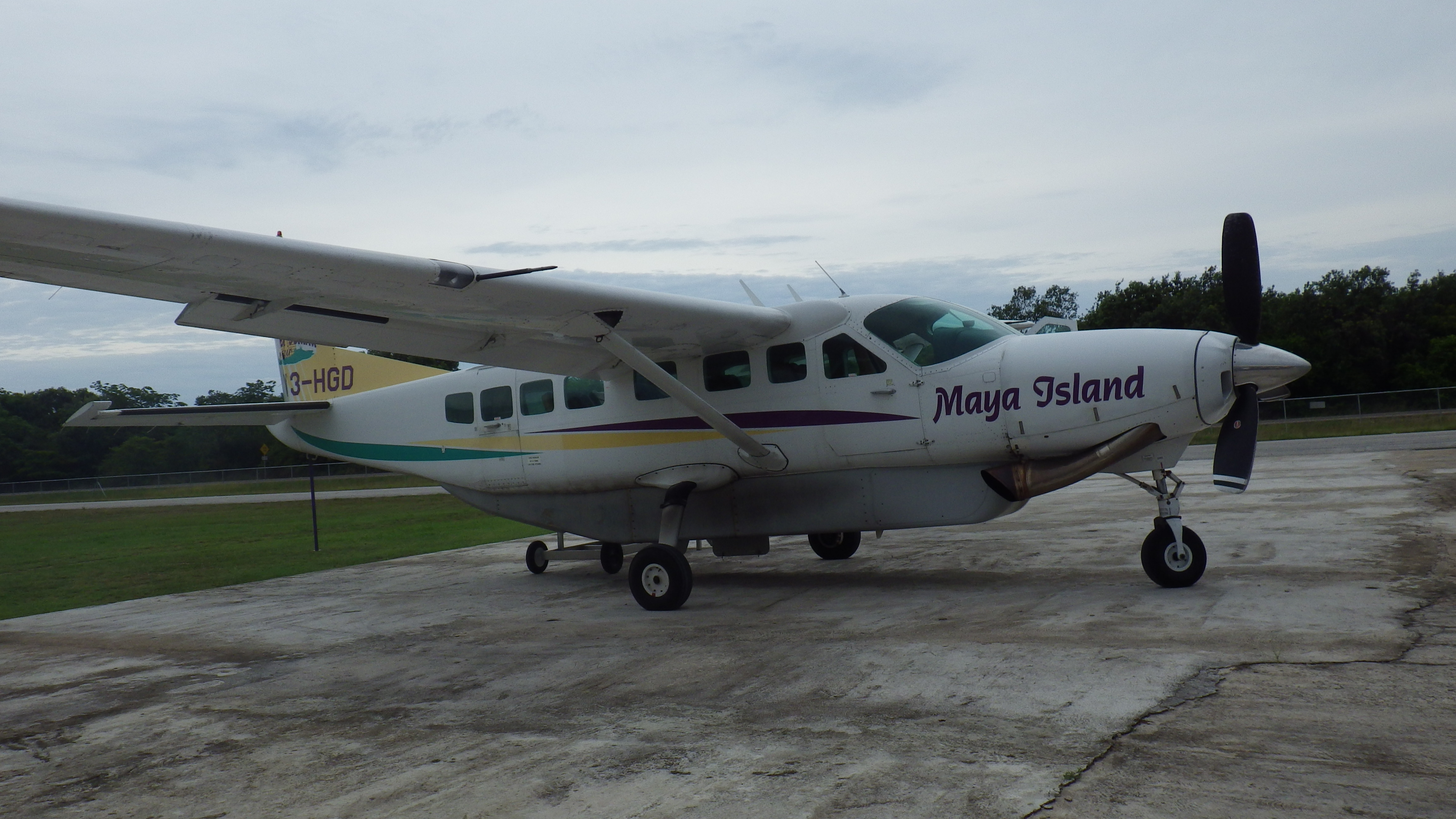
Cessna 208 en el Aeropuerto de Placencia

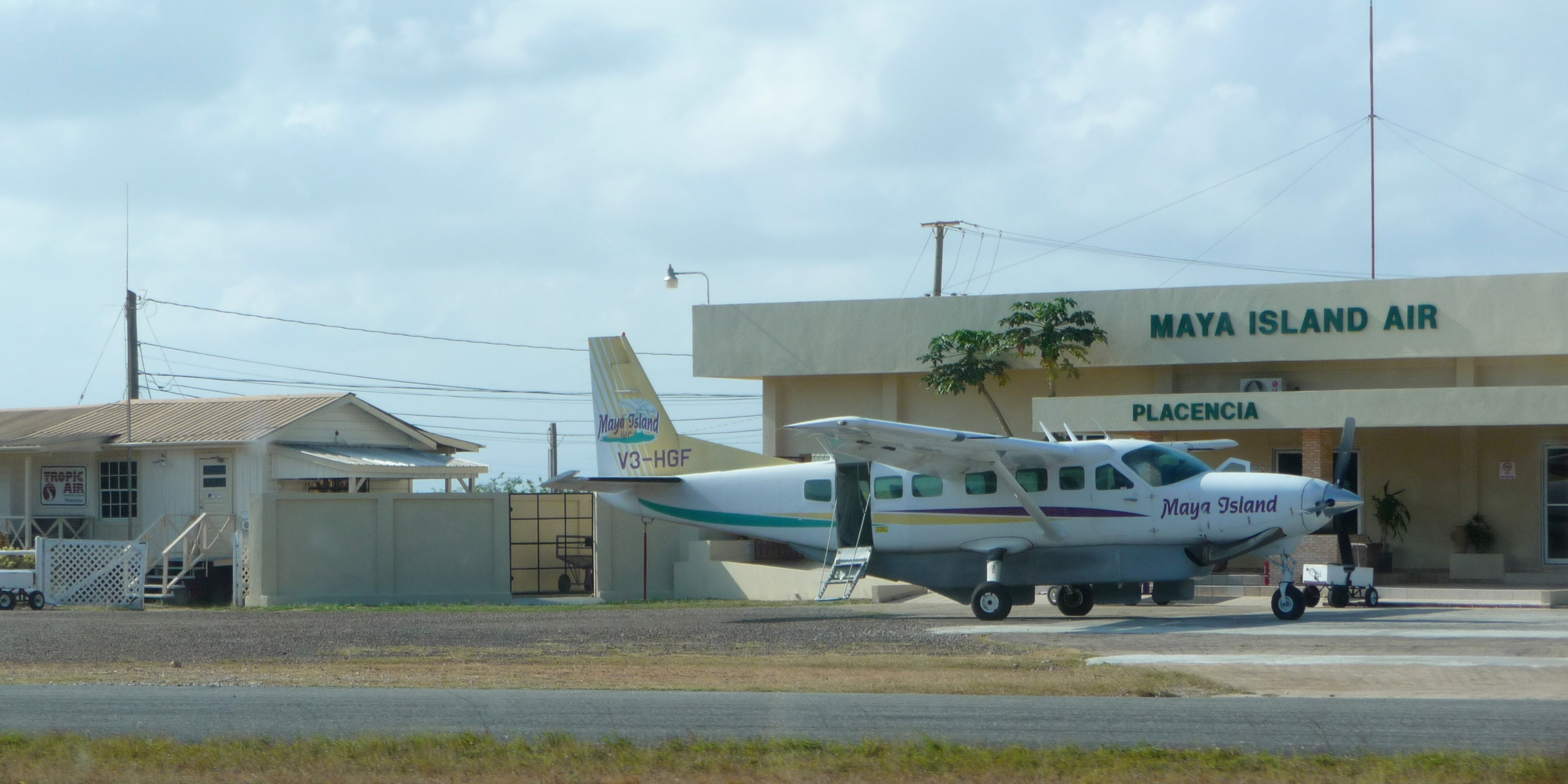
Cessna 208 en el Aeropuerto de Placencia

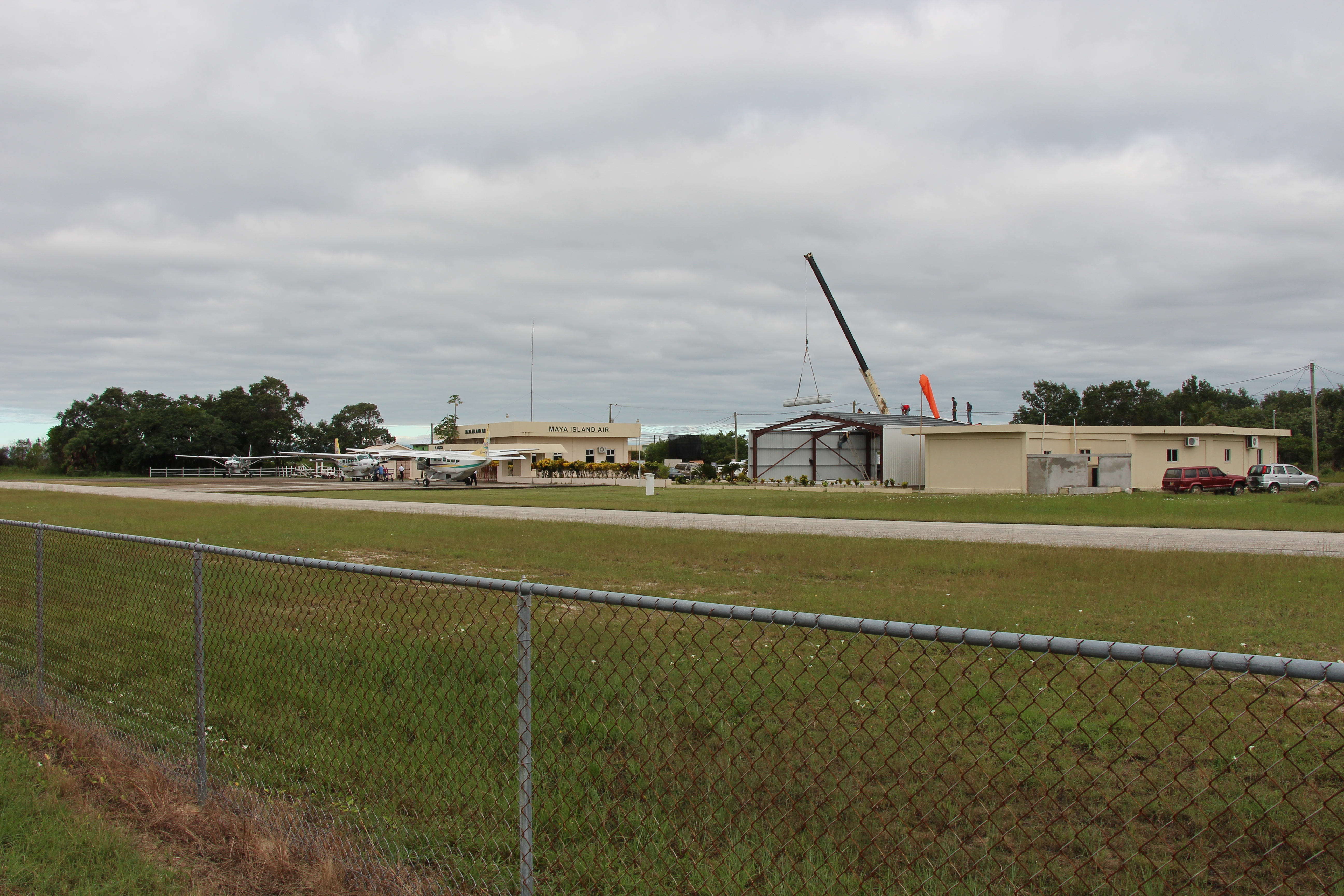
Terminal de Maya Island Air en el Aeropuerto de Dangriga.

Maya Island Air es una aerolínea regional de Belice, tiene su sede en la segunda planta del edificio #1 del Aeropuerto Municipal de la Ciudad de Belice. Opera vuelos regulares regulares a 10 destinos dentro de Belice y vuelos charter a Guatemala y Honduras. Su principal base es el Aeropuerto Internacional Philip S. W. Goldson.

## Destinos
En abril de 2023, Maya Island Air opera los siguientes destinos:
| Países | Destinos         | Aeropuertos                                   |
| ------ | ---------------- | --------------------------------------------- |
| Belice | Cayo Caulker     | Aeropuerto de Cayo Caulker                    |
| Belice | Cayo Chapel      | Aeropuerto de Cayo Chapel                     |
| Belice | Ciudad de Belice | Aeropuerto Internacional Philip S. W. Goldson |
| Belice | Ciudad de Belice | Aeropuerto Municipal de la Ciudad de Belice   |
| Belice | Corozal          | Aeropuerto de Corozal                         |
| Belice | Dangriga         | Aeropuerto de Dangriga                        |
| Belice | Mango Creek      | Aeropuerto Independence                       |
| Belice | Orange Walk      | Aeropuerto de Orange Walk                     |
| Belice | Placencia        | Aeropuerto de Placencia                       |
| Belice | Punta Gorda      | Aeropuerto de Punta Gorda                     |
| Belice | San Pedro        | Aeropuerto de San Pedro                       |

## Flota
En abril de 2023, la flota de Maya Island Air se compone de las siguientes aeronaves:
| Aeronaves                     | En servicio | Pedidos | Pasajeros                     | Matrículas                                                                              | Antigüedad                    |
| ----------------------------- | ----------- | ------- | ----------------------------- | --------------------------------------------------------------------------------------- | ----------------------------- |
| Britten-Norman BN-2B Islander | 4           | —       | 9                             | V3-HFA, V3-HFB,V3-HGK y V3-HGE                                                          | Antigüedad media: 44 años     |
| Cessna 208 Grand Caravan      | 11          | —       | 14                            | V3-HGD, V3-HGO, V3-HGP, V3-HGQ, V3-HGW, V3-HHA, V3-HIA, V3-HIB, V3-HIE, V3-HIO y V3-HIJ | Antigüedad media: 14,4 años   |
| Gippsland Airvan              | 1           | —       | 7                             | V3-HGI                                                                                  | 22 años                       |
| Total                         | 16          | —       | Actualizado en abril de 2023. | Actualizado en abril de 2023.                                                           | Actualizado en abril de 2023. |